# 3747-es busz
A 3747-es jelzésű autóbuszvonal Miskolc. Bükkábrány és Gelej között húzódó regionális vonal, amelyet a MÁV Személyszállítási Zrt. üzemeltet.

## Útvonala
A miskolci autóbusz-állomásról indul. A 3-as főúton kezdi el útját Mezőkövesd felé, odairányban a főúton, visszirányban a Csabai kapun és a Corvin utcán át közlekedik, melyek a város egyik jelentősebb csomópontjában, a miskolctapolcai elágazásnál érnek össze. Hejőcsaba és Görömböly városrészei mentén hagyja el a várost, párhuzamosan a Budapest–Sátoraljaújhely-vasútvonallal.
Első települését, Mályit az egykori téglagyára felől közelíti meg, majd a főúton tartózkodva szeli át, a környék egyik nevezetességének számító Mályi-tavat nem érintve. Innen déli irányban Nyékládháza következik, amelyen belül követi a főút nyomvonalát a Szemere Bertalan utcában. Miután a 35-ös főútra leágaznak a Tiszaújváros felé közlekedő buszok, tovább megy Adorjántanyára, ami a vele szomszédos Emődnek a külterülete. Kelet-nyugati irányban átszeli a települést, se a vasútállomásához, se a Bükkaranyos felé eső csücskébe nem tesz kitérést. A 3-as főút különlegessége, hogy a hegységet és a síkságot kettéválasztja, mely itt is igaznak bizonyul, mivel jobb oldalt a Bükk-hegység, Harsány és Kisgyőr fekszik, bal oldalt az Alföldön átívelő csatornák, lapos tájak a jellemzőek. Továbbhajt Vattára, ami az Eger–Laskó–Csincse-vízrendszernek egyik falva, mert a Csincse-patak keresztülfolyik nemsokkal később az erről elnevezett falu kereszteződése után. Később a borsodgeszti és harsányi csomópont után a 247 kilométeres főút egyik 2×2 sávos szakaszán suhan be Bükkábrányba, ahol eltérő úton közlekedik tovább számos másik buszvonalhoz hasonlóan. A község Mátyás király útján közlekedik, majd a Kácsi-patak itteni hídja után körülbelül 10 méterrel hajt arrébb a főúttól, de nem akármiért, mert legegyszerűbben így éri el Mezőnyárádot, a közelben már a Mátrai Erőmű egyes borsodi bányái is fellelhetőek. Mezőnyárád minden megállóját érinti, majd a térség egyik nagyobb utasforgalmát lebonyolító állomásán, a Mezőkeresztes-Mezőnyárád vasútállomást is útvonalára fűzi, itt Füzesabony felé eljutást biztosítva.
Az állomás nevében megtalálható Mezőkeresztes következik, amelynek belvárosán keresztül ingázik, a Miskolc felől érkező járatok a kisváros Szentistván felé eső végletéig elközlekednek. Utána az M3-as autópálya alatt Mezőnagymihály bújik meg, amelyen U alakot rajzol végig, majd a végállomására, a majdhogy 600 lakosú Gelejre érkezik. A régióban átívelő 3305-ös mellékúton található a falusi buszforduló is.
Ellentétes irányban 2020-ig a 3743-as buszok végállomásától, Mezőcsátról is volt indítás az esti órákban gyorsjáratként, így a Borsodi-Mezőséget körbekerülte óramutató járásban 62 kilométeren.

## Közlekedése
Indításai munkanapokon történnek, Gelejre 2 indul a délutáni órákban, Miskolcra 1 érkezik a reggeli forgatagban.

### Csatlakozást biztosít
- Mezőkeresztes-Mezőnyárád vasútállomáson – Füzesabony és Miskolc felé/felől vonatra (Budapest–Sátoraljaújhely-vasútvonal).

### Törzsjárművei
- az NRL-906 rendszámú Mercedes-Benz Intouro autóbusz.

| Viszonylat                      | Indításszám     | Közlekedési rend |
| ------------------------------- | --------------- | ---------------- |
| Miskolc, aut. áll. – Gelej, kh. | 2 oda, 1 vissza | munkanapokon     |

## Megállóhelyei
| 0                                       | Miskolc, autóbusz-állomás végállomás  | 0.0 km  | 1, 1G, 3, 3A, 4, 7, 11, 12G, 20, 20A, 24, 28, 32, 34G, 35, 43, 44, 45, 101B, 900, 914, 935 1050, 1053, 1369, 1370, 1372, 1373, 1374, 1375, 1376, 1377, 1380, 1381, 1383, 1384, 1410, 1411 3700, 3701, 3702, 3703, 3704, 3705, 3706, 3707, 3708, 3709, 3710, 3711, 3712, 3714, 3715, 3716, 3717, 3718, 3719, 3720, 3721, 3722, 3723, 3724, 3726, 3727, 3728, 3729, 3730, 3731, 3733, 3734, 3735, 3736, 3737, 3738, 3739, 3740, 3741, 3742, 3743, 3744, 3745, 3746, 3748, 3749, 3750, 3751, 3752, 3753, 3754, 3755, 3757, 3760, 3761, 3764, 3765, 3766, 3767, 3770, 3772, 3773, 3774, 3775, 3776, 3777, 4019 |
| 1                                       | Miskolc, Vörösmarty út (↓)            | 1.0 km  | 3A, 14G, 21, 21G, 24, 32, 35, 45, 901, Auchan 1 1050, 1369, 1370, 1372, 1375, 1376, 1377, 1380, 1381 3738, 3739, 3740, 3741, 3742, 3743, 3744, 3745, 3746, 3748, 3749, 3750, 3751, 3752, 4019 |
| ∫                                       | Miskolc, Corvin utca (↑)              | ∫       | 20, 20A, 28, 34, 35, 43, 44, Auchan 1 1369, 1370, 1372, 1375, 1376, 1377, 1410 3738, 3739, 3740, 3741, 3742, 3743, 3744, 3745, 3746, 3748, 3749, 3750, 3751, 3752, 4019 |
| 2                                       | Miskolc, Lévay József utca (↓)        | 1.8 km  | 4, 30, 31, 32, 35G, 45 1369, 1370, 1377, 1381 3738, 3739, 3740, 3741, 3742, 3743, 3744, 3745, 3746, 3748, 3749, 3750, 3751, 3752, 4019 |
| ∫                                       | Miskolc, SZTK rendelő (↑)             | ∫       | 14, 20, 20A, 21, 30, 31, 34, 36, 43, 44, 900, 914, 935 1369, 1370, 1377 3738, 3739, 3740, 3741, 3742, 3743, 3744, 3745, 3746, 3748, 3749, 3750, 3751, 3752, 4019 |
| 3                                       | Miskolctapolcai elágazás              | 3.2 km  | 4, 14, 20, 20A, 24, 30, 32, 34, 36, 43, 44, 45, 900, 914, 935 1050, 1369, 1370, 1372, 1373, 1374, 1375, 1376, 1377, 1380, 1381, 1410, 1411 3738, 3739, 3740, 3741, 3742, 3743, 3744, 3745, 3746, 3748, 3749, 3750, 3751, 3752, 4019 |
| 4                                       | Miskolc (Hejőcsaba), gyógyszertár     | 4.3 km  | 4, 14, 43, 44, 45, 900, 914 1377, 1381 3738, 3739, 3740, 3741, 3742, 3743, 3744, 3745, 3746, 3748, 3749, 3750, 3751, 3752, 4019 |
| 5                                       | Miskolc (Hejőcsaba), cementgyár       | 5.0 km  | 4, 14, 43, 44, 45, 900, 914 1377, 1381 3738, 3739, 3740, 3741, 3742, 3743, 3744, 3745, 3746, 3748, 3749, 3750, 3751, 3752, 4019 |
| 6                                       | Miskolc, Görömböly bejárati út (↓)    | 5.8 km  | 4, 43, 44, 53 1377, 1381 3738, 3739, 3740, 3741, 3742, 3743, 3744, 3745, 3746, 3748, 3749, 3750, 3751, 3752, 4019 |
| 7                                       | Miskolc, harsányi útelágazás          | 6.5 km  | 4, 43, 44, 53 1050, 1369, 1372, 1375, 1376, 1377, 1381 3738, 3739, 3740, 3741, 3742, 3743, 3744, 3745, 3746, 3748, 3749, 3750, 3751, 3752, 4019 |
| 8                                       | Miskolci Állami Gazdaság              | 8.8 km  | 1377, 1381 3739, 3740, 3741, 3742, 3743, 3744, 3745, 3748, 3749, 3750, 4019 |
| 9                                       | Mályi, Agroker bejárati út            | 9.7 km  | 1370, 1377, 1381 3739, 3740, 3741, 3742, 3743, 3744, 3745, 3748, 3749, 3750, 4019 |
| 10                                      | Mályi, téglagyár                      | 10.3 km | 1370, 1377, 1381 3739, 3740, 3741, 3742, 3743, 3744, 3745, 3748, 3749, 3750, 4019 |
| 11                                      | Mályi, bolt                           | 11.1 km | 1050, 1369, 1370, 1372, 1375, 1376, 1377, 1380, 1381, 1410 3739, 3740, 3741, 3742, 3743, 3744, 3745, 3748, 3749, 3750, 4019 |
| 12                                      | Mályi, lakótelep                      | 11.8 km | 1377, 1381 3739, 3741, 3742, 3743, 3744, 3745, 3748, 3749, 3750, 4019 |
| 13                                      | Nyékládháza, Szemere utca 53.         | 14.1 km | 1050, 1369, 1370, 1372, 1375, 1376, 1377, 1380, 1381, 1410 3745, 3748, 3749, 3750, 4019 |
| 14                                      | Nyékládháza, Pótkerék Csárda          | 15.9 km | 1377, 1381 3748, 3749, 3750, 4019 |
| 15                                      | Emőd, Adorjántanya bejárati út        | 18.5 km | 1377, 1381 3748, 3749, 3750, 4019 |
| 16                                      | Emőd, ABC áruház                      | 20.8 km | 1050, 1375, 1376, 1377, 1380, 1381 3748, 3749, 3750, 4019 |
| 17                                      | Emőd, Bagolyvár Csárda                | 22.0 km | 1050, 1375, 1376, 1377, 1380, 1381 3748, 3749, 3750, 4019 |
| 18                                      | Vatta, Kossuth utca 30.               | 26.6 km | 1050, 1375, 1376, 1377, 1380, 1381 3748, 3749, 3750, 4019 |
| 19                                      | Vatta, híd                            | 27.4 km | 1050, 1375, 1376, 1377, 1380, 1381 3748, 3749, 3750, 4019 |
| 20                                      | Bükkábrány, bolt                      | 33.3 km | 1050, 1375, 1376, 1377, 1380, 1381 3746, 3748, 3749, 4006, 4007, 4019, 4022 |
| 21                                      | Bükkábrány, Vörösmarty utca           | 34.0 km | 1377, 1381 3746, 3749, 4006, 4007, 4019, 4022 |
| 22                                      | Mezőnyárád, felső                     | 35.5 km | 1377, 1381 3746, 3749, 4006, 4007, 4019, 4022, 4026 |
| 23                                      | Mezőnyárád, posta                     | 36.0 km | 1050, 1377, 1380, 1381 3746, 3749, 4006, 4007, 4019, 4022, 4026 |
| 24                                      | Mezőnyárád, kultúrház                 | 36.9 km | 1377, 1381 3746, 3749, 4006, 4007, 4019, 4022, 4026 |
| 25                                      | Mezőnyárád, temető                    | 37.5 km | 1050, 1377, 1380, 1381 3746, 3749, 4006, 4007, 4008, 4009, 4019, 4021, 4022, 4026, 4030 |
| 26                                      | Mezőkeresztes-Mezőnyárád vasútállomás | 38.6 km | 4006, 4007, 4008, 4009, 4021, 4028, 4030 sebesvonat, személyvonat – Mezőkeresztes-Mezőnyárád (80) |
| 27                                      | Mezőkeresztes, lakótelep              | 39.8 km | 4008, 4009, 4019, 4021, 4026, 4028, 4030 |
| 28                                      | Mezőkeresztes, malom                  | 40.9 km | 4008, 4009, 4019, 4021, 4026, 4028, 4030 |
| 29                                      | Mezőkeresztes, autóbusz-váróterem     | 41.6 km | 4008, 4009, 4019, 4021, 4026, 4028, 4030 |
| 30                                      | Mezőkeresztes, templom                | 42.1 km | 4008, 4009, 4019, 4021, 4026, 4028, 4030 |
| Munkanapokon 1 alkalommal nem érintett. |                                       |         | |
| 31                                      | Mezőkeresztes, körzeti iskola         | 42.4 km | 4026, 4028, 4030 |
| 32                                      | Mezőkeresztes, Katona utca            | 43.0 km | 4019, 4028, 4030 |
| 33                                      | Mezőkeresztes, óvoda                  | 43.6 km | 4019, 4028, 4030 |
| 34                                      | Mezőkeresztes, Szentistváni utca      | 43.9 km | 4028, 4030 |
| 35                                      | Mezőkeresztes, óvoda                  | 44.2 km | 4019, 4028, 4030 |
| 36                                      | Mezőkeresztes, Katona utca            | 44.8 km | 4019, 4028, 4030 |
| 37                                      | Mezőkeresztes, körzeti iskola         | 45.4 km | 4026, 4028, 4030 |
| 38                                      | Mezőkeresztes, bolt                   | 46.2 km | 4008, 4009, 4021, 4028, 4030 |
| 39                                      | Mezőnagymihály, Kossuth utca 7.       | 48.9 km | 4008, 4009, 4021, 4028, 4030 |
| 40                                      | Mezőnagymihály, takarékszövetkezet    | 49.5 km | 4008, 4009, 4021, 4028, 4030 |
| 41                                      | Mezőnagymihály, bolt                  | 49.9 km | 4008, 4009, 4021, 4028, 4030 |
| 42                                      | Mezőnagymihály, temető                | 53.7 km | 4008, 4009, 4021, 4028, 4030 |
| 43                                      | Gelej, temető                         | 54.0 km | 4008, 4009, 4021, 4028, 4030 |
| 44                                      | Gelej, községháza végállomás          | 54.5 km | 4008, 4009, 4021, 4028, 4030 |